# Ryszard Konwiński
Ryszard Marian Konwiński (ur. 25 marca 1950 w Stargardzie Szczecińskim) – polski pięcioboista nowoczesny. Mistrz Polski (1973), trener, major Wojska Polskiego

## Kariera sportowa
Początkowo uprawiał pływanie, po powołaniu do służby wojskowej zainteresował się pięciobojem nowoczesnym, został zawodnikiem WKS Lotnik Warszawa. W 1973 osiągnął swój życiowy sukces, zdobywając mistrzostwo Polski, w 1974 zdobył brązowy medal MP. Wystąpił dwukrotnie na mistrzostwach świata, zajmując odpowiednio miejsca: 1973 - 25 m. indywidualnie i 13 m. drużynowo, 1974 - 47 m. indywidualnie i 12 m. drużynowo.
Od 1976 zawodowo związany z wojskiem, był trenerem pięcioboistów Legii Warszawa, a od 1981 do 2002 równocześnie trenował z kadrą narodową polskich pięcioboistów strzelectwo. Ukończył studia na Akademii Wychowania Fizycznego w Poznaniu. W I dekadzie XXI wieku współpracował z klubem UKS Żoliborz.
W 2001 został odznaczony Srebrnym Krzyżem Zasługi (M.P. z 2002, nr 8, poz. 143)